# Glimač
Glimač je bivše samostalno naselje s područja današnje općine Posušje, Federacija BiH, BiH.

## Povijest
Za vrijeme socijalističke BiH ovo je naselje pripojeno naselju Gradac.